# Tapinoma amazonae
Tapinoma amazonae (лат.) — вид муравьёв подсемейства долиходерины (Dolichoderinae). Встречаются в Южной Америке (Бразилия).

## Описание
Мелкие земляные муравьи коричневого цвета (самки около 3 мм, рабочие вдвое мельче). Голова немного длиннее ширины, сзади несколько шире, чем спереди, с умеренно, равномерно выпуклыми боками и прямой, поперечной каймой. Глаза довольно крупные и выпуклые, по длине равны расстоянию от передних углов головы. Клипеус выпуклый посередине, его передняя граница закруглена и целая посередине; задний шов довольно нечеткий. Лобная область и борозда отсутствуют; лобные кили: короткие, субпараллельные, немного дальше друг от друга, чем их расстояние от боковых границ головы. Мандибулы крепкие, выпуклые, их скошенные терминальные границы с 10 или 11 зубцами, первый, второй и четвертый от вершины крупные, остальные мелкие, почти равные. Усики довольно длинные, почти на четверть длины выходят за задний край головы; членики жгутика усика 2—4 в полтора раза длиннее ширины, членики 5—10 короче, но отчетливо длиннее ширины, последний членик длиннее двух предыдущих вместе.
Заднегрудка округлая без проподеальных шипиков. Нижнечелюстные щупики 6-члениковые, нижнегубные щупики состоят из 4 сегментов. Стебелёк между грудкой и брюшком состоит из одного сегмента (петиоль). Вид Tapinoma amazonae был впервые описан в 1934 году американским мирмекологом Уильямом Уилером по материалам рабочей касты из Бразилии (Южная Америка).